# Schoenomyza neobiseriata
Schoenomyza neobiseriata är en tvåvingeart som beskrevs av John Otterbein Snyder 1957. Schoenomyza neobiseriata ingår i släktet Schoenomyza och familjen husflugor. Inga underarter finns listade i Catalogue of Life.